# Cine Ópera
El Cine Ópera fue una sala de cine en la Ciudad de México, usada también para conciertos, qué abrió sus puertas en el año 1949 y cerró sus puertas en el año 1998.

## Historia
El Cine Ópera fue inaugurado el 11 de marzo del año  1949.
Es de estilo art decó, con una portada en la que destacan dos esculturas talladas en piedra que muestran las máscaras de la comedia y la tragedia. Detrás de las mismas, hay un gran ventanal que iluminaba el vestíbulo del cine. En sus interiores contó con mobiliario y revestimientos lujosos como candiles de bronce y cristal y muros de espejo. Cabe mencionar que el interiorismo fue diseñado por el escenógrafo Manuel Fontanals.
En el año 1993, debido al quiebre de la estatal Compañía Operadora de Teatros, S. A. (COTSA), el cine Ópera cerró, sólo temporalmente. Al año siguiente, la sala comenzó a administrarse y rentarse como sala de conciertos. En esa época, se presentaron artistas como Bauhaus, Love and Rockets o Héroes del Silencio. Debido a un altercado durante un concierto, el cine Ópera fue cerrado definitivamente el 12 de octubre del año  1998.
Fue entregado, en el 2011, en resguardo al Instituto Nacional de Bellas Artes, con el fin de convertirlo en un centro cultural. Actualmente, se encuentra abandonado y en un estado de avanzado deterioro.

## Películas estrenadas en el recinto
- Una familia de tantas
- Quinto patio (1950)[3]

## Conciertos
- Mercyful Fate, 7 de noviembre de 1996.
- Bauhaus, 12 de octubre de 1998.
- Human Drama, 28 de noviembre de 1998.[4]
- Héroes del Silencio, 6 y 7 de febrero de 1996.
- El Tri concierto de 25 aniversario y disco el Tri un cuarto de siglo.